# Euxoa lineifrons
Euxoa lineifrons är en fjärilsart som beskrevs av Smith 1890. Euxoa lineifrons ingår i släktet Euxoa och familjen nattflyn. Inga underarter finns listade i Catalogue of Life.